# クラブ・トロピカーナ
「クラブ・トロピカーナ」(Club Tropicana) は、イングランドのポップ・デュオ、ワム!の楽曲で、1983年にインナーヴィジョン・レコードからリリースされた。作詞作曲は、ジョージ・マイケルとアンドリュー・リッジリー。

## 経緯
「クラブ・トロピカーナ」は、1981年に、まだバンドの編成も、バンド名も決まっていなかった時点で、アンドリューの居間で書かれた曲であり、最初に書いた「ワム・ラップ!〔楽しんでるかい?〕(Wham Rap!)」に続く2曲目であった。録音の時点では、まだ未完成であったが、ポータスタジオを借りてきて短時間で作成された自家製のデモテープに収められた3曲のひとつとなり、これがインナーヴィジョン・レコードとの最初の契約に繋がった。この曲の最初の着想は、当時興隆しつつあったニューロマンティックのクラブ・シーンにおける華美な逃避主義から得られたもので、ジョージとアンドリュー、そしてシャーリーは、ロンドンのそうしたクラブのひとつであったル・ビート・ルートにしばしば出入りしていた。歌詞には、旅行会社Club 18-30的な夏のイメージの快楽主義的な描写が盛り込まれており、音楽の面でもラテン・ジャズのリズムや、ギャップ・バンドの「Burn Rubber on Me」から着想されたグルーヴが溶け込んでいる。

## 歌詞の内容
それまで社会問題や政治問題に関わる曲をシングルとして取り上げていたワム!にとって、この曲は軟派な方向への転換となった。しかし、「クラブ・トロピカーナ」は、若年の独身層が、快楽主義的な性格の安価なパッケージツアーに出かけるブームに対する風刺である。

## チャートの動き
この曲は、1983年7月にリリースされ、全英シングルチャートで最高4位となり、1983年の年間チャートでも39位となった。アルバム『ファンタスティック (Fantastic)』からの4枚目にして最後のシングルであった。ワム! はその後、1986年に人気の絶頂で解散するまでに、4枚の全英ナンバー1シングルを出すことになる。

## 異なる形態でのリリース
この曲は、ワム!のコンピレーション・アルバム『The Final』や、マイケルのベスト・アルバム『Twenty Five』にも収録されている。

## B面曲
シングルのB面に収められた「ブルー (Blue (Armed With Love))」は、インストゥルメンタルに準じたダブのトラックである。スタジオ音源では、曲の前半がほぼインストで歌詞は後半のみだが、1983年後半のクラブ・ファンタスティック・ツアーや、1985年の中国公演では、この曲の全編に歌詞がつけられて歌われた。このバージョンは、「Blue (Live In China)」として、1986年の LP 『Music from the Edge of Heaven』に収められ、また、1985年にリリースされたシングル「ラスト・クリスマス」のB面にも収められた。スタジオ録音のボーカル・バージョンは、リリースされていない。また、イギリスではこの曲はCD化されておらず、2021年現在、日本限定で発売されたCDシングルと、ベストアルバム『ジャパニーズ・シングル・コレクション』にのみ収録されている。

## 音楽ビデオ
ビデオは、ダンカン・ギビンスが監督し、地中海のスペイン領イビサ島でトニー・パイクが所有するパイクス・ホテルにおいて撮影され、ジョージとアンドリューがビーチで過ごす場面や、バッキング・ボーカルのディー・C・リーとシャーリー・ホリマンが演じるビキニ姿の娘たちに目配せする場面などが収録された。プールサイドでリラックスしながらカクテルをすする場面や、トランペット演奏の場面も、このホテルのプールで撮影された。2人の男たちと2人の女たちの性的な緊張と見えたものは、最後に種明かしがあり、実はマイケルとリッジリーはパイロットで、ディーとシャーリーは同僚の客室乗務員だった。
このイビサ島への撮影旅行中に、ジョージは初めて肉体的に同性愛を経験し、自分はゲイかバイセクシュアルであると自覚した。この旅行中、彼はまずシャーリーにこのことを打ち明け、彼女は、アンドリューは気にしないでいてくれるだろうと説得した。ビデオの撮影が終わった翌日、ジョージはパイクス・ホテルの自分の部屋にアンドリューを呼び、シャーリーも同席させて、アンドリューにカミングアウトした。アンドリューは、はじめは驚いたが、最後にはそれで構わないと答えたという。
2021年1月の時点で、この音楽ビデオは、YouTube で2600万回以上視聴されている。

## トラックリスト
| #  | タイトル                   | 作詞                            | 作曲・編曲                      | 時間 |
| -- | -------------------------- | ------------------------------- | ------------------------------- | ---- |
| 1. | 「Club Tropicana」         | George Michael, Andrew Ridgeley | George Michael, Andrew Ridgeley | 4:29 |
| 2. | 「Blue (Armed With Love)」 | George Michael                  | George Michael                  | 3:50 |

| #  | タイトル                         | 作詞                            | 作曲・編曲                      | 時間 |
| -- | -------------------------------- | ------------------------------- | ------------------------------- | ---- |
| 1. | 「Club Tropicana」               | George Michael, Andrew Ridgeley | George Michael, Andrew Ridgeley | 4:29 |
| 2. | 「Blue (Armed With Love)」       | George Michael                  | George Michael                  | 3:54 |
| 3. | 「Club Tropicana」(Instrumental) | George Michael, Andrew Ridgeley | George Michael, Andrew Ridgeley | 3:31 |

## チャート
| チャート（1983年）                   | 最高位 |
| ------------------------------------ | ------ |
| オーストラリア (ARIA)                | 60     |
| ベルギー (Ultratop 50 Flanders)      | 23     |
| ドイツ (GfK Entertainment charts)    | 13     |
| アイルランド (IRMA)                  | 4      |
| オランダ (Single Top 100)            | 14     |
| ニュージーランド (Recorded Music NZ) | 25     |
| ノルウェー (VG-lista)                | 10     |
| UK シングルス (OCC)                  | 4      |

## 認定と売上
| 地域                                 | 認定     | 売上     |
| ------------------------------------ | -------- | -------- |
| イギリス BPI                         | ゴールド | 400,000* |
| * 認定のみに基づく売上枚数と再生回数 |          |          |